# Yannick Harms
Yannick Harms (* 14. Januar 1994 in Kandel) ist ein deutscher Volleyball- und Beachvolleyballspieler.

## Karriere Halle
Harms begann seine Karriere bei der TSG Backnang. Anschließend spielte er beim SV Fellbach. 2010 wechselte der Außenangreifer zu den Volley YoungStars, der Nachwuchsmannschaft des VfB Friedrichshafen. Ein Jahr später nahm er mit den deutschen Junioren an der U21-Weltmeisterschaft in Rio de Janeiro teil, bei der die DVV-Auswahl den zehnten Platz belegte. 2012 rückte Harms, der in den Altersklassen U16, U18 und U20 deutscher Meister wurde, in den Erstliga-Kader des VfB Friedrichshafen auf. In der ersten Saison erreichte der VfB das DVV-Pokal-Viertelfinale und wurde deutscher Vizemeister. Ein Jahr später gewann Friedrichshafen den DVV-Pokal 2013/14 und musste sich erneut im Playoff-Finale geschlagen geben.
2014 wechselte Harms zum Ligakonkurrenten Chemie Volley Mitteldeutschland. Mit dem Verein erreichte er im DVV-Pokal 2014/15 und den Bundesliga-Playoffs jeweils das Viertelfinale. Danach kehrte er zurück zum SV Fellbach, mit dem er drei Saisons in der zweiten Liga Süd spielte. 2021 wechselte er innerhalb der zweiten Liga zur FT 1844 Freiburg. 2023 gelang ihm mit dem Verein der Aufstieg in die erste Liga. Im DVV-Pokal 2023/24 erreichten die Freiburger das Viertelfinale und in ihrer ersten Erstliga-Saison wurden sie Zehnter.

## Karriere Beach
Harms spielte seit 2008 Beachvolleyball mit verschiedenen Partnern auf zahlreichen Jugendmeisterschaften. Seit 2015 spielte Harms an der Seite von Philipp Arne Bergmann und gewann in Binz zum ersten Mal auf der nationalen Smart Beach Tour. Bei der deutschen Meisterschaft wurden Bergmann/Harms Neunte. 2016 gewann Harms mit Tim Holler den Smart Super Cup in Münster. An der Seite von Armin Dollinger erreichte Harms bei der deutschen Meisterschaft den siebten Platz. 2017 gewannen Bergmann/Harms den Beach Cup in Nürnberg sowie die Super Cups in Kühlungsborn und in Binz. Wegen Lars Flüggens Verletzung wählte Markus Böckermann Harms als Ersatzpartner für die Europameisterschaft 2017 in Jūrmala. Bei der deutschen Meisterschaft erreichten Bergmann/Harms Platz drei und kletterten anschließend auf Platz eins der deutschen Rangliste. Im November erhielten Bergmann/Harms vom DVV den Status als „deutsches Nationalteam“. Im März 2018 gewannen sie das 1-Stern-Turnier der FIVB World Tour in Maskat. Es folgten mehrere Top-Ten-Platzierungen auf der FIVB World Tour sowie drei Siege auf der nationalen Techniker Beach Tour. Außerdem nahmen Bergmann/Harms 2018 an der Europameisterschaft in den Niederlanden teil und wurden deutsche Vizemeister in Timmendorfer Strand. Auf der FIVB World Tour 2018/19 hatten sie durchwachsene Ergebnisse. Die besten Resultate waren fünfte Plätze beim 4-Sterne-Turnier in Yangzhou und beim 3-Sterne-Turnier in Kuala Lumpur. Die Teilnahmen 2019 an der Weltmeisterschaft in Hamburg sowie der Europameisterschaft in Moskau waren wenig erfolgreich. Bei der deutschen Meisterschaft wurden sie Dritte.
Wegen einer Knieverletzung fiel Harms im Jahr 2020 fast komplett aus. Auf der German Beach Tour 2021 erreichten Bergmann/Harms die Plätze fünf, vier, eins und drei. Im August erreichten sie beim 2-Sterne-Turnier der FIVB World Tour in Prag den zweiten Platz. Anfang September wurden sie deutsche Vizemeister. Danach beendete Bergmann seine Beachvolleyballkarriere.
Wegen Problemen mit dem Herzen musste Harms 2022 pausieren. 2023 trat Harms mit seinem Bruder Manuel an, mit dem er sich erneut für die Deutsche Meisterschaft qualifizierte.

## Privates
Yannick Harms’ jüngerer Bruder Manuel spielt auch erfolgreich Volleyball und Beachvolleyball.